# 1346
1346 (MCCCXLVI) je bilo navadno leto, ki se je po julijanskem koledarju začelo na nedeljo.

## Dogodki

### Stoletna vojna (Bitka pri Crecyju)
- začetek leta - Vojna med Anglijo in Francijo poteka na dveh frontah: v Bretaniji kot epizoda bretonske nasledstvene vojne, v kateri so Angleži v defenzivi, in v Gaskoniji, kjer so Angleži prejšnje leto zmagali in se ponovno utrdili. Načrt angleškega kralja Edvarda III. je, da to leto odpre še eno, glavno fronto in sicer v Flandriji.
- april - Gaskonija: Francozi začno oblegati obmejni Aiguillon.
- 16. april – ustanovljeno Srbsko cesarstvo (ukinjeno 1371)
- maj, junij - Portsmouth, J Anglija: zbiranje angleške vojske.
- 9. junij - Bitka pri vasi Saint-Pol-de-Léon, Bretanija: okoli 180 Anglo-Bretoncev premaga vojsko francoskega kandidata za bretonskega vojvodo Karla Bloiškega. Zmaga Angležev gre na račun odlične izurjenosti lokostrelcev z dolgim lokom. Karel Bloiški, sam izurjeni vojskovodja, je upošteval ta dejavnik in ukazal, da se vitezi bore kot pešaki, vendar ni pomagalo. Zmaga ponovno zbudi proangleško stranko Montforških, ki stavi na mladoletnega angleškega kandidata za bretonskega vojvodo Ivana V. Montforškega.
- 24. junij - Flandrija: voditelji mest Gent, Bruges in Ypres izrazijo skupno podporo Edvardu III.
- junij - Obnovitev 2. vojne za škotsko neodvisnost: francoski kralj Filip VI. vztrajno moleduje škotskega kralja Davida II. naj odpre novo fronto proti Angležem na meji z Anglijo.
- 3. julij - Angleška flota poskusi izpluti iz Portsmoutha, vendar se vrne zaradi neugodnih vetrov.
- 5. julij - Iz Portsmoutha odpluje angleška invazijska flota, ki je pod vodstvom kralja Edvarda III.. Floto sestavlja 750 ladij ter največ do 15.000 vojščakov, od tega je 5000 lokostrelcev z dolgim lokom, 3000 lahke in lokostrelske konjenice, 2.500 vitezov in pešakov ter 3.000 suličarjev.[1] Odpravi se pridruži njegov 16 letni sin Edvard Woodstoški, kasneje imenovan Črni princ[2].
- 12. julij - Angleži se izkrcajo na polotoku Cotentin v Normandiji, ki pa jo nimajo namena zavzeti. Izkrcanje v Normandiji predstavlja Edvardu možnost, da s plenjenjem[3] do Flandrije nekako poplača vojsko. Prve dneve plenijo po Cotentinu. Francoska vojska - med 20.000 in največ 30.000 moštva - je obveščena o pristanku in se skupaj z nemškimi in genovskimi najemniki zadržuje v okolici Pariza. Poleg bataljona genovskih samostrelcev (6000), mu pomaga že bataljon Nemcev in Čehov pod vodstvom češkega kralja Ivana Luksemburškega[4]. ↓
- julij → Angleži zavzamejo in opustošijo normandijska mesta Carentan, Saint-Lô in Torteval. ↓

- 26. julij → Bitka za Caen: meščani normandijske prestolnice, ki je razdeljena na dva dela, se ne sporazumejo pravočasno, kateri  del mesta braniti, zato zavzamejo Angleži utrjeno mesto brez oblegovalnih naprav, ki jih niti nimajo s sabo. Po zavzetju se znesejo nad mestom in pomorijo več kot polovico prebivalcev[5].
  - Angleži najdejo tajno uredbo Filipa VI. o genocidnih načrtih glede Anglije, kar izkoristijo za domačo propagando. ↓
- 1. avgust → Angleška vojska zapusti opustošeni Caen in napreduje ob reki Seni proti Parizu. Mostovi, brodi in plitvine vzdolž reke so močno zastraženi ali pa uničeni.↓
- prva polovica avgusta → Angleži izvedejo neuspešna napada na mesti Hangest in Pont-Remy ob Somi, da bi izsilili prehod čez reko. V klešče jih zapira francoska vojska. Pride do občasnih manjših prask. ↓
- 14. avgust → Seno prečkajo pri Poissyju, kjer najdejo nezastraženo plitvino. S tem se znajdejo v izjemno neugodnem položaju ujeti med rekama Sena in Soma, kar ustreza številčnejši francoski vojski, ki Angležem naproti napreduje proti Amiensu. ↓
- 23. avgust → Angleži zavzamejo mesto in uničijo Boismont blizu izliva Some. Proangleški informator ali ujetnik izda Angležem prehod čez majhno plitvino, imenovano Blanchetaque, ki ima rečno dno označeno z belimi kamni.
- 24. avgust - Bitka pri Blanchetaqueju: angleška vojska, ki jo že pesti hudo pomanjkanje, izsili prehod čez Somo v Pikardijo. Prehod Angležev poskuša preprečiti brigada pod vodstvom generala Godemarja du Foyja. Edvard III. tvega in najboljše viteze ter pehoto postavi na čelo udarnega stebra. Francosko stran brega razredčijo angleški lokostrelci. Angleži brez odpora osvojijo mesti Noyelles-sur-Mer in Le Crotoy, se  okrepijo in naspijo. Francoska vojska, ki je 10 kilometrov proč, jim gre nasproti.
- 26. avgust - Bitka pri Crécyju: angleška vojska pod vodstvom kralja Edvarda III. odločujoče porazi francosko pod vodstvom Filipa IV., ki je v bitki težko ranjen. Poraz je za Francoze popolna katastrofa. Manj številčni Angleži so si pred bitko izsilili strateški položaj, ki jim je taktično ustrezal. Boj so začeli genovski samostrelci, ki so ji z daljšim dosegom pokosili angleški lokostrelci, na bežeče Genovčane pa so se spravili še Francozi.[6] Angleški lokostrelci so potem redčili napadajočo francosko viteško konjenico, tako da je angleški oklepljeni center, ki ga je vodil Črni princ, vztrajno odbijal napade, ki so trajali do mraka[7]. Z zmago imajo Angleži odprto pot do Flandrije. Na francoski strani v bitki padejo naslednji pomembnejši predstavniki visokega plemstva:
  - Umrlega češkega kralja Ivana Slepega iz hiše Luksemburžanov nasledi sin Karel I., tudi nemški kralj (glej razdelek Ostalo ↓).
  - Po umrlem grofu Alençona Karlu II. nasledita omenjeno grofijo sinova Karel III. in Robert
  - Umrlega izgnanega flandrijskega grofa Ludvika I. nasledi sin Ludvik II.
  - Umrlega grofa Bloisa Ludvika II. nasledi sin Ludvik III.
  - Umrlega vojvodo Zgornje Lorene Rudolfa Lotarinškega nasledi sin Ivan I.

- 4. september - Začetek obleganje Calaisa 1346-47. Razlog za obleganje je, da angleška vojska potrebuje veliko in lahko branljivo pristanišče. Ker je mesto relativno na novo utrjeno, ga skleni izstradati s popolno blokado.
- 7. oktober - Škotska vojska z okoli 12.000 vojščaki pod vodstvom kralja Davida II. vdre v nebranjeno tamponsko Škotsko marko[8]. Večina angleške vojske je v Franciji. Škoti med prodiranjem proti jugu v Anglijo zavzemajo mesta, plenijo in izsiljujejo odkupnine.
- 16. oktober - Škotska vojska se utabori v grofiji Durham, kjer ponovno čaka na plačilo odkupnine od bližnjega mesta. Ne da bi vedeli, se jim z juga bližata dve brigadi hitro mobiliziranih angleški rezervistov, ki jih je vpoklical yorški nadškof William Zouche. Angleži imajo največ 7.000 vojščakov, kar je še vedno skoraj pol manj kot Škotov.
- 17. oktober - Bitka pri Neville's Crossu, Škotska: angleška vojska odločujoče porazi škotsko vojsko. Bitko ponovno odloči dolgi lok, ki so ga Škoti sicer pričakovali, a jim je razgiban teren preprečeval, da bi se postavili v ustrezne formacije. V bitki je ujet škotski kralj David II., kronski princ Robert II.[9] pobegne, v boju pa so ubiti še številni škotski plemiči - kancler Thomas Charteris, kraljevi komornik Robert de Peebles, konstabl David de la Hay, grof Moray, grof Strathearn, grof Marischal - ter okoli 1.000 vojakov.
- november - Calais: Angleži dobijo nov top, katapulte in dolge lestve, kar pa nima učinka na močno obzidje ali pa na moralo branilcev. 1347 ↔

### Bizantinska državljanska vojna 1341-1347
- začetek leta - Za regentstvo, ki ga v imenu mladoletnega cesarja Ivana IV. Paleologa sestavljata cesarica-mati Ana Savojska in patriarh Ivan XIV. Kalek, se začne težavno leto. Njuna oblast je omejena zgolj na samo mesto Konstantinopel, medtem ko zunaj obzidja skoraj nimata več podpornikov. Regentstvu so pripravljeni pomagati turški Saruhanidi iz istoimenskega bejlika, ki pa začno v Trakiji pleniti in po Kantakuzenovi obljubi še večjega plena preidejo na njegovo stran.
- Selymbria - Cesarski rival Ivan VI. Kantakuzen sklene zavezništvo z Osmanskim bejem Orhanom in mu v zakon podari svojo hčer Teodoro, ki sicer ni prva Orhanova žena. Orhan Teodori dovoli da ostane v pravoslovju.
- 16. april - Skopje: ustanovitev Srbskega cesarstva. Tega dne je srbski kralj Dušan Silni[10] v Skopju kronan za carja Srbov in Grkov[11] Dušan Silni je na račun propadajočih Bizantincev več kot podvojil velikost srbskega vpliva. Niti ene bitke mu ni bilo potrebno izbojevati na bojnem polju, vse osvojitve gredo na račun obleganj mest.
- 19. maj - Konstantinopel: sesede se del bazilike Svete Modrosti, kar imajo Konstantinopelčani za zelo slabo znamenje prihajajočih časov. 1350 ↔
- poletje - Kantakuzenova vojska se utabori pred obzidjem Konstantinopla. Mesta ne napade, saj Kantakuzen pričakuje, da bodo meščani sami odstavili regentsko dvojko in mu odprli mestna vrata. Ker njegovo vojsko sestavlja turška glavnina, meni, da bi mu napad na mesto škodoval, zato zavlačuje in pošilja v mesto pogajalce. Cesarica-mati Ana Savojska jih vztrajno zavrača, vendar zaradi njene neodločnosti javnost v mestu postane naklonjena Kantakuzenu. 1347 ↔

### Države naslednice Mongolskega cesarstva
- začetek leta - Zlata horda: tatarski kan Džanibek nadaljuje z obleganjem genovske trgovske kolonije Kaffe na Krimskem polotoku. Napad je ponovno neuspešen, tokrat zaradi epidemije bolezni, ki postane v naslednjih letih znana kot Črna smrt. Epidemija se v tem letu razširi vzdolž reke Don do Krima. Izgube v tatarskem vojaškem taboru so tako hude, da kan Džanibek ukaže katapultiranje umrlih s kugo v oblegano mesto. Genovčani poskušajo očistiti mesto, vendar brez učinka - epidemija začne kositi tudi med njimi. Obleganje se nadaljuje v naslednje leto → 1347.
- avgust - Korasan (SV del Ilkanata): spor znotraj konfederacije Sarbadarjev. Prvenstvu Muhamada Ajtimurja, ki je vladal korasanski prestolnici Sabzewar, nasprotuje aristokracija in derviši, zato ga odstranijo. Za novega, kompromisnega voditelja Sarbadarjev je imenovan Kulu Isfandijar. 1347 ↔
- Čagatajski kanat: pobudo v državljanski vojni prevzamejo afganistanski Mongoli/Moguli[12] Voditelj Mogulov  Amir Kazgan porazi kana Kazana, ki si je prizadeval centralizirati Čagatajski kanat. Le-ta razpade na več avtonomnih enot, ki jim simbolično "vlada" Kazganova marioneta v vlogi novega kana. Čagatajsko plemstvo se strinja z novo ohlapno ureditvijo in prizna novega kana.
- Dinastija Yuan: na Kitajskem so v polnem razmahu upori, ki so posledica naravnih nesreč - suš, poplav in lakote. K političnemu razsulu pripomore še nesposobnost cesarja/vrhovnega kana Togon Temurja in mandarinske birokracije pri odpravi posledic. Primer so neutrjeni nasipi ob Rumeni reki, ki so zaradi poplav popustili dve leti zapored. S širitvijo uporov oblast postopoma prehaja na lokalne vojvode.

### Ostalo
- 15. januar - Madžarski kralj Ludvik I. Ogrski vodi priprave za invazijo na Neapeljsko kraljestvo, da bi se maščeval za zahrbten umor brata in nesojenega neapeljskega kralja Andreja Kalabrijskega. Tega dne pošlje pismo papežu Klemenu VI. z zahtevo, naj odkrije in kaznuje krivce, kar pa papež ne stori. V nadaljevanju leta pošilja v Italijo diplomatske odposlance in pa manjše oddelke vojske, saj je Italijo prejšnje leto prizadela lakota. 1347 ↔
- 13. april - Papež Klemen VI. še enkrat izobči rimsko-nemškega cesarja Ludvika IV. Wittelsbaškega.
- 11. julij - Rhens, Nemčija: potem ko si je izobčeni rimsko-nemški cesar Ludvik IV. po pravici soproge[13] prisvojil Hainaut, Holandijo in Zeelandijo, je petim propapeškim nemškim volilnim knezom dovolj in si za novega nemškega kralja[14] izvolijo češkega princa, moravskega mejnega grofa Karla Luksemburškega. Ker novi (proti)kralj najprej razveljavi vse protipapške ukrepe svojega rivala, se ga oprime nehvaležen vzdevek farski kralj[15]. Večina nemških škofov in mest ostane zvesta Ludviku IV.[16]
- 10. avgust - Po smrti grofa Auvergneja in Boulogneja Filipa II. iz hiše Burgundskih omenjeni grofiji ponovno samostojno vodi dedinja Ivana I. 1349 ↔
- 25. november - Bonn: kronanje Karla Luksemburškega za nemškega kralja (Karel IV.).
- 21. december - Benečani izkoristijo zaposlenost ogrskega kralja Ludvika I. s pripravami na vojno in osvojijo Zadar.
- Estonija: danski kralj Valdemar IV. proda pravice do severne Estonije Livonskemu viteškemu redu.[17]
- Rodos: umrlega velikega mojstra vitezov hospitalcev Héliona de Villeneuva nasledi Dieudonné de Gozon, 27. veliki mojster po seznamu.

- Gruzija: umre gruzijski kralj Jurij V. Bagration, z vzdevkom Briljantni. Kot pove že vzdevek, je za časa njegovega kraljevanja Gruzijsko kraljestvo ponovno doseglo vrh. Sosednji Ilkanat ni več predstavljal grožnje, zato je lahko Jurij V. ponovno združil kraljevino, reformiral pravo, obnovil vpliv nad Trapezuntom, povabil Benečane in Genovčane ter vrnil Cerkvi ugodnosti. Po njegovi smrti ta politični in kulturni razcvet ni trajal dolgo, ko se čez Kavkaz razširi kuga. 1347 ↔
- Trapezuntsko cesarstvo: turški Eretnidi napadejo to obalno cesarstvo in mu odtrgajo mesti Hagios Andreas in Oinaion. 1347 ↔
- Južna Indija: Harihara I., kralj novega hindujskega kraljestva Vidžajanagara preide v ofenzivo proti muslimanskim zavojevalcem. Koristi mu, da je hindujsko prebivalstvo zelo nenaklonjeno muslimanskim zavojevalcem iz Delhijskega sultanata, ki so se pogosto brez potrebe terorizirali prebivalstvo. Harihara I. to leto osvoji celotno ozemlje bivše kraljevine Hojsala.
- Ifrikija: umrlega tunizijskega/hafsidskega sultana Abu Bakra II. nasledi Abu Hafs Umar II.
- Potovanja maroškega popotnika Ibn Batute: iz kitajskega Quanzhouja, provinca Fujian, začne dolgo pot nazaj proti domu. Ob postanku na Malabarski obali, južna Indija, premleva, ali naj gre nazaj v službo delhijskega sultana Muhamada bin Tuglaka in tako izpolni svoje diplomatsko poslanstvo, ali pa nadaljuje pot proti Arabiji in od tam nazaj domov. Nazadnje se odloči za slednjo opcijo. 1347 ↔

## Rojstva
- Filip I., burgundski vojvoda, burgundski grof (II.), artoiški (II.), auvergnški (III.) in boulognški (III.) grof († 1361)
- Ivan II. Lotarinški, vojvoda Zgornje Lorene († 1390)
- Oton V. Wittelsbaški, bavarski vojvoda, brandenburški mejni grof († 1379)
- Richard FitzAlan, angleški plemič, 11. grof Arundel († 1397)

## Smrti
- 10. februar - Klara iz Riminija, italijanska frančiškanska nuna, spokornica, svetnica (* 1282)
- 10. avgust - Filip II., francoski plemič, grof Auvergne in Boulogne (* 1323)
- 26. avgust
  - Ivan Slepi, češki kralj (* 1296)
  - Karel II., francoski plemič, grof Alençona (* 1297)
  - Ludvik I., flandrijski grof (* 1304)
  - Ludvik II., grof Bloisa
  - Rudolf Lotarinški, vojvoda Zgornje Lorene (* 1320)
- 20. september - Katarina Valoiška, regentinja ahajske kneževine, titularna latinska cesarica (* 1301)
- 17. oktober - John Randolph, škotski plemič, 3. grof Moray (* 1306)
- Abu Bakr II., hafsidski sultan
- Eustace Folville, angleški razbojnik
- Hélion de Villeneuve, 26. veliki mojster vitezov hospitalcev (* 1270)
- Jurij V., gruzijski kralj
- Muhamad Ajtimur, korasanski vladar, sarbadar
- Novella d'Andrea, italijanska (bolognjska) pravnica (* 1312)
- Zhou Daguan, kitajski diplomat dinastije Yuan (* 1266)